# Coccinella magnifica
Coccinella magnifica је инсект из реда тврдокрилаца (Coleoptera) и породице бубамара (Coccinellidae).

## Опис
Ова врста је веома слична далеко чешћој обичној бубамари (Coccinella septempunctata). Црне мрље на покрилцима су обично нешто крупније него код обичне бубамаре, али је најбитнија разлика видљива само са доње стране - уместо једног има два пара беличастих троуглова. Дужина тела је 6–8 mm.

## Распрострањење
Настањује готово целу Европу, али је свуда знатно ређа од сродне обичне бубамаре. У Србији такође није честа, налажена је нешто чешће на планинама, него у низији. Становник је четинарских и мешовитих шума. Занимљиво је да мрави из рода Formica толеришу ове бубамаре.